# 弦楽四重奏曲第2番 (モーツァルト)
弦楽四重奏曲第2番 ニ長調 K. 155 (134a) は、ヴォルフガング・アマデウス・モーツァルトが作曲した弦楽四重奏曲。6曲ある『ミラノ四重奏曲』のうちの1曲目であり、『ミラノ四重奏曲第1番』とも呼ばれる。

## 概要
1772年に、モーツァルトと父レオポルトはオペラ『ルーチョ・シッラ』（K. 135）上演のために、イタリアのミラノへ旅行した。3回目の旅行であったが、旅の途中でモーツァルトは気晴らしのように交響曲や弦楽四重奏曲などの作曲を進めた。この時作曲されたのが、後に『ミラノ四重奏曲』と呼ばれる本作から第7番までの6曲の弦楽四重奏曲であった。「ミラノ四重奏曲」の第1曲である本作は、旅行が始まってまもない1772年10月から11月の初めに、国境を越えてイタリアのボルツァーノ、及びヴェローナで4日間ないし5日間で作曲されたといわれている。

## 曲の構成
全3楽章、演奏時間は約9分。
- 第1楽章 アレグロ
ニ長調、4分の4拍子、ソナタ形式。
- 第2楽章 アンダンテ
イ長調、4分の3拍子、二部形式。
- 第3楽章 モルト・アレグロ
ニ長調、4分の2拍子、ロンド形式。

## その他
1978年に資生堂が実相寺昭雄を監督に起用して、薬師丸ひろ子が出演したテレビCM「初恋」では、同曲の第1楽章がBGMに用いられている。